# Jānis Daliņš
Jānis Daliņš (* 5. November 1904 in Valmiera; † 11. Juni 1978 in Melbourne) war ein lettischer Geher. 
1932 in Los Angeles wurde erstmals bei Olympischen Spielen ein Wettbewerb im 50-km-Gehen ausgetragen. Diesen Wettkampf gewann der Brite Tommy Green mit sieben Minuten Vorsprung vor Daliņš und dem Italiener Ugo Frigerio. Zwei Jahre später gewann Daliņš bei den Europameisterschaften 1934 in Turin in 4:49:52 h vor dem Schweizer Arthur Tell Schwab. Damit war er der erste olympische Medaillengewinner Lettlands und der erste Leichtathletikeuropameister Lettlands.
Bei den Olympischen Spielen 1936 in Berlin und bei den Europameisterschaften 1938 in Paris war Jānis Daliņš jeweils am Start, erreichte aber nicht das Ziel. 
In seiner Heimatstadt Valmiera ist ein Stadion nach ihm benannt.